# Человек года (Time)
«Человек года» по версии журнала Time (с 1927 года; англ. Person of the Year (до 1999 — Man of the Year, Woman of the Year)) — традиционно журнал Time называет в последнем декабрьском номере «человека года». Номинация «Человек года» присуждается с 1927 года, когда этого звания удостоился лётчик Чарльз Линдберг, впервые в истории в одиночку перелетевший Атлантику.

## Критерий выбора
Журнал Time основал номинацию в 1927 году.
Человека года выбирает исключительно исполнительный редактор. В редакторской колонке выпуска TIME под заголовком «Ставя порядок выше свободы» Ричард Штенгель объяснил принцип, по которому журнал выбирает того или иного номинанта: «Звание „Человек года“, присуждаемое TIME, не является почестью. Это не знак одобрения. И не признание популярности. В лучшем случае это трезвая оценка мира, каков он есть, и самых могущественных людей и сил, формирующих этот мир — к худу или к добру. И эта номинация, безусловно, имеет отношение к лидерским качествам — дерзновенным, изменяющим нашу планету».
В разные годы Человеком года становились Франклин Рузвельт, Адольф Гитлер, Иосиф Сталин, Джон Кеннеди, Джордж Буш, Американский солдат, а также пользователь интернета. В 2007 году Человеком года стал Президент России Владимир Путин.
Трижды Человеком года становился один человек: Франклин Рузвельт (1932, 1934, 1941).
Дважды Человеком года становились 16 человек (в хронологическом порядке): Франклин Рузвельт, Иосиф Сталин, Джордж Маршалл, Гарри Трумэн, Уинстон Черчилль, Дуайт Эйзенхауэр, Линдон Джонсон, Ричард Никсон, Рональд Рейган, Дэн Сяопин, Михаил Горбачёв, Билл Клинтон, Американский солдат (абстрактное понятие), Джордж Буш-младший, Барак Обама, Дональд Трамп.
Представители СССР / России признавались Человеком года 7 раз:
- Иосиф Сталин (1939 и 1942)
- Никита Хрущёв (1957)
- Юрий Андропов (1983)
- Михаил Горбачёв (1987 и 1989)
- Владимир Путин (2007).

## Список лауреатов по годам
Список лауреатов «Человек года» по версии журнала Time:
| Год  | Фото/обложка | Лауреат                                 | Годы жизни | Примечание |
| ---- | ------------ | --------------------------------------- | ---------- | --- |
| 1927 |              | Чарльз Линдберг                         | 1902—1974  | В 1927 году стал первым человеком, совершившим беспосадочный перелёт на самолёте через Атлантику, из Нью-Йорка в Париж. |
| 1928 |              | Уолтер Крайслер                         | 1875—1940  | В 1928 году наблюдал за слиянием своей Chrysler Corporation с Dodge перед началом строительства Крайслер-билдинг. |
| 1929 |              | Оуэн Юнг                                | 1874—1962  | Возглавлял комитет, разработавший «План Юнга» (1929) — программу урегулирования немецких репараций после Первой мировой войны. |
| 1930 |              | Махатма Ганди                           | 1869—1948  | Был лидером движения за независимость Индии. В 1930 году возглавил Соляной поход — 390-километровый марш в знак протеста против введения налога на соль британскими властями. |
| 1931 |              | Пьер Лаваль                             | 1883—1945  | В 1931 году был впервые избран премьер-министром Франции. Был популярен в американской прессе, когда выступал против Моратория Гувера — временного замораживания выплат по задолженностям в Первой мировой войне, который был непопулярен как во Франции, так и в США. |
| 1932 |              | Франклин Рузвельт                       | 1882—1945  | Уверенно выиграл президентские выборы в 1932 году, победив действующего президента Герберта Гувера. |
| 1933 |              | Хью Джонсон                             | 1882—1942  | В 1933 году был назначен директором Национальной администрации восстановления, которой президент США Франклин Рузвельт поручил объединить усилия промышленности, труда и правительства для создания кодексов «добросовестной практики» и стабилизации цен. |
| 1934 |              | Франклин Рузвельт                       | 1882—1945  | Был президентом США с 1933 по 1945 годы. В 1934 году его реформы начали приносить свои плоды. |
| 1935 |              | Хайле Селассие I                        | 1892—1975  | Был императором Эфиопии в 1935 году, когда итальянские войска вторглись в Эфиопию, начав Вторую итало-абиссинскую войну. |
| 1936 |              | Уоллис Симпсон                          | 1896—1986  | В 1936 году её отношения с королём Эдуардом VIII привели к тому, что он отрёкся от престола, чтобы жениться на ней. |
| 1937 |              | Чан Кайши                               | 1887—1975  | Был премьером Китайской Республики в момент начала Второй японо-китайской войны в 1937 году. |
| 1937 |              | Сун Мэйлин                              | 1897—2003  | Была женой Чан Кайши с 1927 года до его смерти в 1975 году. Пару назвали «Человек и жена года». |
| 1938 |              | Адольф Гитлер                           | 1889—1945  | Рейхсканцлер Германии, в 1938 году аннексировал Австрию и Судетскую область. |
| 1939 |              | Иосиф Сталин                            | 1878—1953  | В 1939 году был Генеральным секретарём ЦК ВКП(б). |
| 1940 |              | Уинстон Черчилль                        | 1874—1965  | Был премьер-министром Великобритании в 1940 году во время Дюнкеркской операции и битвы за Британию. |
| 1941 |              | Франклин Рузвельт                       | 1882—1945  | Был президентом США в 1941 году во время нападения на Перл-Харбор, объявления войны Японии и вступления США во Вторую Мировую войну. Изначально редакторы журнала сделали выбор в пользу слонёнка Дамбо, назвав его «Млекопитающее года», однако после нападения на Перл-Харбор (ещё до публикации выпуска) заменили Дамбо на Рузвельта. |
| 1942 |              | Иосиф Сталин                            | 1878—1953  | В 1942 году был Генеральным секретарём ЦК ВКП(б), Председателем СНК, Председателем Государственного комитета обороны. |
| 1943 |              | Джордж Маршалл                          | 1880—1959  | Будучи начальником штаба сухопутных войск США в 1943 году, генерал сыграл важную роль в организации действий США во Второй Мировой войне. |
| 1944 |              | Дуайт Эйзенхауэр                        | 1890—1969  | Был Верховным главнокомандующим союзными силами в Европе во время операции «Оверлорд» 1944 года. |
| 1945 |              | Гарри Трумэн                            | 1884—1972  | Стал президентом США после смерти Франклина Рузвельта в 1945 году, санкционировал атомные бомбардировки Хиросимы и Нагасаки. |
| 1946 |              | Джеймс Бирнс                            | 1879—1972  | В 1946 году был государственным секретарём США во время иранского кризиса, довольно жёстко критиковал Сталина. Его речь «Пересмотр политики в отношении Германии» определила тон будущей политики США и стала причиной отказа от плана Моргентау. |
| 1947 |              | Джордж Маршалл                          | 1880—1959  | В 1947 году стал государственным секретарём США, был архитектором плана Маршалла. |
| 1948 |              | Гарри Трумэн                            | 1884—1972  | В 1948 году был избран президентом США, что стало одной из величайших неожиданностей на выборах в американской истории. |
| 1949 |              | Уинстон Черчилль                        | 1874—1965  | Объявлен «Человеком полувека». Привёл Великобританию и союзников к победе во Второй Мировой войне. В 1949 году был лидером оппозиции. |
| 1950 |              | Американский солдат                     |            | Представляет войска США, участвовавшие в Корейской войне (1950—1953). |
| 1951 |              | Мохаммед Мосаддык                       | 1882—1967  | В 1951 году был избран премьер-министром Ирана и изгнал западные нефтяные компании, начав Абаданский кризис. |
| 1952 |              | Елизавета II                            | 1926—2022  | В 1952 году взошла на трон Соединённого Королевства после смерти её отца, короля Георга VI. |
| 1953 |              | Конрад Аденауэр                         | 1876—1967  | В 1953 году был переизбран на пост канцлера ФРГ. |
| 1954 |              | Джон Даллес                             | 1888—1959  | В 1954 году был государственным секретарём США, стал архитектором Организации Договора Юго-Восточной Азии. |
| 1955 |              | Харлоу Кёртис                           | 1893—1962  | Был президентом General Motors (GM) с 1953 по 1958 год. В 1955 году GM продали пять миллионов автомобилей и стали первой корпорацией, которая заработала 1 миллиард долларов США за год. |
| 1956 |              | Венгерский борец за свободу             |            | Представляет венгерских революционеров, участвовавших в неудавшемся восстании 1956 года. |
| 1957 |              | Никита Хрущёв                           | 1894—1971  | В 1957 году укрепил своё руководство Советским Союзом, раскрыв заговор с целью его увольнения членами Президиума, и возглавил Советский Союз в космической гонке с запуском Спутника-1. |
| 1958 |              | Шарль де Голль                          | 1890—1970  | Был назначен премьер-министром Франции в мае 1958 года. В декабре 1958 года После падения Четвёртой республики и установления Пятой республики был избран президентом Франции. |
| 1959 |              | Дуайт Эйзенхауэр                        | 1890—1969  | Был президентом США с 1953 по 1961 год. |
| 1960 |              | Учёные США                              |            | Представлены: Джордж Бидл, Джеймс Ван Аллен, Роберт Вудворд, Дональд Глазер, Чарльз Дрейпер, Джошуа Ледерберг, Уиллард Либби, Эдвард Парселл, Лайнус Полинг, Исидор Раби, Эмилио Сегре, Чарлз Таунс, Эдвард Теллер, Уильям Шокли и Джон Эндерс. |
| 1961 |              | Джон Кеннеди                            | 1917—1963  | Вступил в должность президента США в 1961 году, организовал неудачное вторжение на Кубу обученными в США кубинскими изгнанниками. |
| 1962 |              | Иоанн XXIII                             | 1881—1963  | Был главой Римско-католической церкви с 1958 по 1963 год. В 1962 году вызвался выступить посредником в разрешении Карибского кризиса, получив похвалу от обеих сторон. В том же году созвал Второй Ватиканский собор. |
| 1963 |              | Мартин Лютер Кинг                       | 1929—1968  | Лидер движения за гражданские права. В 1963 году произнёс свою знаменитую речь «У меня есть мечта». |
| 1964 |              | Линдон Джонсон                          | 1908—1973  | В 1964 году был избран президентом США. Принял Акт о гражданских правах, объявил войну с бедностью и усилил присутствие США в войне во Вьетнаме. |
| 1965 |              | Уильям Уэстморленд                      | 1914—2005  | Был командующим войсками США в Южном Вьетнаме во время войны во Вьетнаме. |
| 1966 |              | «Беби-бумеры»                           |            | Представляют поколение американских мужчин и женщин в возрасте до 25 лет и младше. |
| 1967 |              | Линдон Джонсон                          | 1908—1973  | Был президентом США с 1963 по 1969 год. |
| 1968 |              | Астронавты «Аполлона-8»                 |            | В 1968 году члены экипажа «Аполлона-8» (Уильям Андерс, Фрэнк Борман и Джеймс Ловелл) первыми вышли за пределы низкой околоземной орбиты, облетели вокруг Луны и проложили путь к первым высадкам на Луну в 1969 году. |
| 1969 |              | Представители класса Middle America США |            | Также известны как молчаливое большинство и молчаливое поколение. |
| 1970 |              | Вилли Брандт                            | 1913—1992  | Канцлер ФРГ, был прославлен за «стремление наладить новые отношения между Востоком и Западом» благодаря его «смелому подходу к Советскому Союзу и Восточному блоку». |
| 1971 |              | Ричард Никсон                           | 1913—1994  | Был президентом США с 1969 по 1974 год. |
| 1972 |              | Ричард Никсон                           | 1913—1994  | В 1972 году посетил Китай, став первым президентом США, совершившим визит в эту страну. Позднее заключил с СССР договор ОСВ-I прежде чем переизбраться в ходе одной из крупнейших побед на выборах в американской истории. |
| 1972 |              | Генри Киссинджер                        | 1923—2023  | Как Советник президента США по национальной безопасности сопровождал президента Никсона во время его визита в Китай в 1972 году. |
| 1973 |              | Джон Сирика                             | 1904—1992  | В 1973 году, будучи главным судьёй окружного суда США по округу Колумбия, приказал президенту Никсону предоставить записи Белого дома, связанные с Уотергейтом. |
| 1974 |              | Фейсал ас-Сауд                          | 1906—1975  | Король Саудовской Аравии. Получил признание в связи с нефтяным кризисом 1973—1974 годов, вызванным тем, что Саудовская Аравия вывела свою нефть с мировых рынков в знак протеста против поддержки Израиля Западом во время войны Судного дня. |
| 1975 |              | Американские женщины                    |            | Представлены: Кэтлин Байерли, Сюзан Браунмиллер, Эдди Ваятт, Элла Грассо, Барбара Джордан, Билли Джин Кинг, Джилл Конуэй, Кэролл Саттон, Бетти Форд, Карла Хиллз, Элисон Чик и Сьюзи Шарп. |
| 1976 |              | Джимми Картер                           | 1924—2024  | В 1976 году был избран президентом США, победив действующего президента Джеральда Форда. |
| 1977 |              | Анвар Садат                             | 1918—1981  | Президент Египта. В 1977 году стал первым арабским лидером, совершившим визит в Израиль с целью нормализации египетско-израильских отношений. |
| 1978 |              | Дэн Сяопин                              | 1904—1997  | Вице-премьер Китая. Сверг Хуа Гофэна, чтобы в 1978 году в качестве Верховного руководителя возглавить Китай. |
| 1979 |              | Аятолла Хомейни                         | 1902—1989  | Возглавил исламскую революцию в Иране 1979 года, став Высшим руководителем. |
| 1980 |              | Рональд Рейган                          | 1911—2004  | В 1980 году был избран президентом США, победив действующего президента Джимми Картера. |
| 1981 |              | Лех Валенса                             | род. 1943  | Руководитель польского профсоюза «Солидарность» и архитектор Гданьского соглашения до своего ареста и введения в декабре 1981 года военного положения. |
| 1982 |              | Персональный компьютер                  |            | Объявлен «Машиной года», возвестив рассвет информационной эры. |
| 1983 |              | Рональд Рейган                          | 1911—2004  | В 1983 году, будучи президентом США, приказал осуществить вторжение на Гренаду и отстаивал стратегическую оборонную инициативу. |
| 1983 |              | Юрий Андропов                           | 1914—1984  | Генеральный секретарь ЦК КПСС, был серьёзным критиком стратегической оборонной инициативы. В августе 1983 года был госпитализирован, в 1984 году умер. |
| 1984 |              | Питер Юберрот                           | род. 1937  | Руководил организацией летних Олимпийских игр 1984 года, которые ознаменовались бойкотом со стороны СССР и его союзников. |
| 1985 |              | Дэн Сяопин                              | 1904—1997  | Верховный руководитель Китая, был прославлен за «радикальные экономические реформы, которые бросили вызов ортодоксальным марксистам». |
| 1986 |              | Корасон Акино                           | 1933—2009  | Была видной фигурой Жёлтой революции 1986 года, избравшись на пост президента Филиппин. |
| 1987 |              | Михаил Горбачёв                         | 1931—2022  | Будучи Генеральным секретарём ЦК КПСС и лидером Советского Союза, в 1987 году руководил политическими реформами Перестройки. |
| 1988 |              | Земля, находящаяся в опасности          |            | Планета года, связанная с Матерью-природой. |
| 1989 |              | Михаил Горбачёв                         | 1931—2022  | Признан «Человеком десятилетия». Будучи Генеральным секретарём ЦК КПСС, провёл в 1989 году первые свободные советские выборы незадолго до распада Восточного блока. |
| 1990 |              | Джордж Буш-старший                      | 1924—2018  | Будучи президентом Соединённых Штатов, руководил участием США в войне в Персидском заливе (1990—1991). |
| 1991 |              | Тед Тёрнер                              | род. 1938  | Основатель CNN. Принимал активное участие в освещении операции «Буря в пустыне» и войны в Персидском заливе. |
| 1992 |              | Билл Клинтон                            | род. 1946  | В 1992 году был избран президентом США, победив действующего президента Джорджа Буша-старшего. |
| 1993 |              | «Миротворцы»                            |            | Представлены: Ясир Арафат, Фредерик де Клерк, Нельсон Мандела и Ицхак Рабин. Де Клерк, будучи Государственным президентом ЮАР, в 1990 году распорядился выпустить Манделу из тюрьмы. Вместе они положили конец системе апартеида. Арафат, как председатель Палестинской национальной администрации, и Рабин, как премьер-министр Израиля, подписали в 1993 году Соглашения в Осло первое личное соглашение между палестинскими и израильскими властями. |
| 1994 |              | Папа Иоанн Павел II                     | 1920—2005  | Папа Римский с 1978 по 2005 год. |
| 1995 |              | Ньют Гингрич                            | род. 1943  | Лидер «Республиканской революции». Был избран спикером Палаты представителей. |
| 1996 |              | Дэвид Хо                                | род. 1952  | Учёный, провёл первые исследования в области ВИЧ. |
| 1997 |              | Эндрю Гроув                             | 1936—2016  | В 1997 году был председателем и генеральным директором компании Intel, признанной пионером в полупроводниковой промышленности. |
| 1998 |              | Билл Клинтон                            | род. 1946  | Будучи президентом США, в 1998 году был подвергнут процедуре импичмента после скандала с Левински. Сенат снял с него обвинения. |
| 1998 |              | Кеннет Стар                             | род. 1946  | Юрист, расследовал деятельность сотрудников администрации Билла Клинтона. В 1998 году опубликовал доклад, ставший причиной импичмента Клинтона. |
| 1999 |              | Джефф Безос                             | род. 1964  | Основатель и генеральный директор компании Amazon. |
| 2000 |              | Джордж Буш-младший                      | род. 1946  | В 2000 году был избран президентом США, победив действующего вице-президента Альберта Гора. |
| 2001 |              | Рудольф Джулиани                        | род. 1944  | Был мэром Нью-Йорка во время терактов 11 сентября. Действия Джулиани после теракта стали символом реакции США на данные атаки. |
| 2002 |              | «Разоблачители»                         |            | Представлены: Синтия Купер, Колин Роули и Шэрон Уоткинс. В 2001 году Уоткинс раскрыла бухгалтерские ошибки в финансовых отчётах компании Enron, в 2002 году дала по этому поводу показания перед комитетами Конгресса. В 2002 году Купер разоблачила мошенничество компании WorldCom, обнаружив фиктивные бухгалтерские записи на сумму свыше 3,8 млрд долларов. Данное событие стало крупнейшим актом мошенничества за всю историю США. В 2002 году Роули, агент ФБР, дала показания о неправильном использовании ФБР информации о терактах 11 сентября 2001 года. |
| 2003 |              | Американский солдат                     |            | Представляет войска США по всему миру, особенно в Иракской войне (2003—2011). |
| 2004 |              | Джордж Буш-младший                      | род. 1946  | В 2004 году был переизбран президентом США, годом ранее был основным инициатором вторжения США в Ирак. |
| 2005 |              | «Добрые самаритяне»                     |            | Представлены: Боно, Билл Гейтс и Мелинда Гейтс. Боно, филантроп и участник рок-группы U2, в 2005 году помог организовать концерты Live 8. Билл Гейтс, основатель Microsoft и богатейший человек в мире, и его жена Мелинда основали благотворительный фонд Билла и Мелинды Гейтс. |
| 2006 |              | Ты                                      |            | Представляет индивидуальных создателей контента во Всемирной паутине. |
| 2007 |              | Владимир Путин                          | род. 1952  | В 2007 году был президентом России. |
| 2008 |              | Барак Обама                             | род. 1961  | В 2008 году был избран президентом США, победив Джона Маккейна. |
| 2009 |              | Бен Бернанке                            | род. 1953  | Был председателем Федеральной резервной системы во время финансового кризиса 2007—2008 годов. |
| 2010 |              | Марк Цукерберг                          | род. 1984  | Основатель веб-сайта социальной сети Facebook. |
| 2011 |              | протестующий                            |            | Представляет множество глобальных протестных движений — например, Арабскую весну, «Движение возмущённых» в Испании, движение «Захвати Уолл-Стрит», Движение чаепития — а также протесты в Чили, Греции, Индии, Беларуси и России и других странах. |
| 2012 |              | Барак Обама                             | род. 1961  | В 2012 году был переизбран президентом США, победив Митта Ромни. |
| 2013 |              | Франциск                                | 1936—2025  | Избран в 2013 году главой Римско-Католической церкви после отречения Бенедикта XVI. |
| 2014 |              | Борцы с лихорадкой Эбола                |            | Работники здравоохранения, которые помогли остановить распространение лихорадки Эбола во время эпидемии лихорадки Эбола в Западной Африке: врачи, медсёстры, обслуживающий персонал, погребальные команды и др. На обложках представлены: доктор Джерри Браун (главный врач больницы «Eternal Love Winning Africa» в Монровии), доктор Кент Брантли (врач из Samaritan's Purse и первый американец, заразившийся вирусом в ходе эпидемии 2014 года), Элла Уотсон-Страйкер (пропагандист ЗОЖ из организации «Врачей без границ»), Фодей Галлах (сотрудник скорой помощи и выживший после заражения Эбола из Монровии), Пардис Сабети (доктор из Института Брод), Салом Карва (медсестра-стажёр из Либерии, родители которой умерли от Эболы) и др. |
| 2015 |              | Ангела Меркель                          | род. 1954  | Федеральный канцлер Германии с 2005 по 2021 год, внесла существенный вклад в решение долгового кризиса в Греции и европейского миграционного кризиса. |
| 2016 |              | Дональд Трамп                           | род. 1946  | В 2016 году был избран президентом США, победив Хиллари Клинтон. |
| 2017 |              | «Нарушители молчания»                   |            | Люди, которые выступили против сексуальных надругательств и преследований, в том числе ведущие участники движения #MeToo. На обложке представлены: сборщица клубники Исабель Паскуаль (псевдоним), лоббист Адама Айву, актриса Эшли Джадд, инженер-программист Сьюзан Фаулер, автор-исполнитель Тейлор Свифт и шестая женщина, работница больницы, которая хотела бы остаться анонимной и чьё лицо было скрыто. Также были упомянуты: актриса Алисса Милано, активистка Тарана Бёрк, актриса Сельма Блэр, семь истцов в судебном процессе против Отеля «Плаза», политик Сара Гельзер, предприниматель Линдсей Мейер, посудомойщица Сандра Пеккеда, актриса Роуз Макгоуэн, психотерапевт и писатель Венди Уолш, блогер Линдси Рейнольдс, экономка Хуана Мелара, журналистка Сандра Мюллер, актёр Терри Крюс, профессора Рочестерского университета Селеста Кидд и Джессика Кэнтон, журналистка Мегин Келли, журналистка Джейн Меррик, продюсер Зельда Перкинс, депутат Европейского парламента Терри Рейнтке, благотворительный работник Бек Бейли, куратор художественных проектов Аманда Шмитт, кинорежиссёр Блейз Липман и анонимный офисный работник. |
| 2018 |              | «Стражи»                                |            | Журналисты, подвергающиеся гонениям за свои взгляды и деятельность. В список вошли: Джамаль Хашогги (саудовский журналист и репортёр, убитый в Стамбуле), Мария Ресса (главный редактор филиппинского издания Rappler, ведущего хронику борьбы режима Родриго Дутерте с неугодными гражданами), редакция американской газеты Capital Gazette из города Аннаполис (пять сотрудников которой были застрелены в офисе издания в июне 2018 года), два репортёра агентства Reuters (получившие семилетние тюремные сроки за сообщения о расправах над мусульманами-рохинджа в Мьянме), Татьяна Фельгенгауэр (ведущая российской радиостанции «Эхо Москвы», подвергшаяся нападению в редакции), Аркадий Бабченко (российский публицист, покинувший страну из-за угроз) и др. |
| 2019 |              | Грета Тунберг                           | род. 2003  | Шведская школьница и экологическая активистка, призывающая к незамедлительным действиям по борьбе с изменением климата. |
| 2020 |              | Джо Байден                              | род. 1942  | В 2020 году был избран президентом США, победив Дональда Трампа. |
| 2020 |              | Камала Харрис                           | род. 1964  | В 2020 году была избрана вице-президентом США, став первой женщиной на этой должности. |
| 2021 |              | Илон Маск                               | род. 1971  | Американский предприниматель, генеральный директор компании SpaceX. Богатейший человек по версии журнала Forbes. |
| 2022 |              | Владимир Зеленский и «дух Украины»      | род. 1978  | Президент Украины с 2019 года, верховный главнокомандующий во время вторжения России на Украину в 2022 году. «Дух Украины» олицетворяет стойкость украинского народа. |
| 2023 |              | Тейлор Свифт                            | род. 1989  | Американская певица и автор песен. Обладательница множества рекордов и достижений в музыкальной сфере. Свифт также признавалась человеком 2017 года как «нарушитель молчания». В статье Time выбор Свифт объяснен следующим образом: «В каждом году есть свет и тьма; значительную долю 2023 года составляла тьма. В разделенном мире, где слишком много институтов потерпело неудачу, Тейлор Свифт нашла способ стать источником света». |
| 2024 |              | Дональд Трамп                           | род. 1946  | В 2024 году был переизбран президентом США, победив действующего вице-президента Камалу Харрис и став вторым президентом в истории США, победившим на двух непоследовательных выборах после Гровера Кливленда. |